# Cauloramphus opertus
Cauloramphus opertus is een mosdiertjessoort uit de familie van de Calloporidae. De wetenschappelijke naam van de soort is voor het eerst geldig gepubliceerd in 1928 door Canu & Bassler.